# Parque nacional Cuevas Acuáticas Benxi
El Parque nacional Cuevas Acuáticas Benxi (en chino:本溪水洞国家公园) fue declarado parque nacional el 10 de enero de 1994. Las Cuevas Acuáticas de Benxi se encuentra a 30 km al este de Benxi, provincia de Liaoning, en la República Popular de China. Las Cuevas Acuáticas Benxi son un conjunto de estalactitas y estalagmitas en un sistema de cavernas iluminadas por luces de colores. Un río de 3.000 metros de largo, 2 metros de profundidad y de anchura suficiente para 20-30 embarcaciones, fluye a través de un gigantesco sistema de cavernas 5 millones de años de antigüedad. La temperatura dentro de la cueva es constante durante todo el año, de unos 12 °C. Es caliente en invierno y fría en verano, también está abierta todo el año.
El parque nacional incluye las cuevas acuáticas, un camino a la cima de una montaña, un museo geológico que alberga muchas reliquias geológicas, así como especímenes raros recogidos en el área del parque nacional de Benxi, entre otros elementos.